# Kengo Kawanishi
Pour les articles homonymes, voir Kawanishi (homonymie).
Kengo Kawanishi (河西健吾, Kawanishi Kengo), né le 18 février 1985, est un seiyū japonais. Il était auparavant affilié à Office Kaoru, mais est maintenant représenté par Mausu Promotion,.

## Filmographie

### Anime
2006
- Atashin'chi en tant que costumier D
- Angel Heart comme enfant
- Kanon comme public
- Doraemon

2009
- Saki comme arbitre

2010
- Sazae-san
- Naruto Shippuden en tant que gentleman chat, citadins, voyageur étranger
- Hakuōki comme Aizu Samurai
- Asobi ni Iku yo ! en tant que journaliste

2011
- Un lapin noir a sept vies en tant qu'étudiant
- Naruto Shippuden comme Kagami Uchiha, Sagiri (ep 235), Chunin, Chercheur, Ami, Kage
- Beelzebub comme Kōsei Kuroki (Kagegumi), Arbitre (ep 35)
- Blood-C en tant qu'écolier
- Gintama' comme Otaku A
- Deadman Wonderland en tant que Matayoshi
- Gosick comme garçon italien, enfant soldat

2012
- World War Blue en tant que Myomuto
- Naruto Shippuden dans le rôle de Konoha Shinobi, Kumogakure Shinobi, Shinobi, Samurai, Zaji
- Accel World en tant qu'avatar C
- Another en tant que Junta Nakao
- Inu x Boku SS comme Boy 2 (ep 6)
- Phi Brain: Puzzle of God Saison 2 en tant qu'homme
- Beelzebub comme Hasui (ep 54), Quetzalcoatl

2013
- Space Battleship Yamato 2199 en tant que Mitsuru Yoshida
- Inazuma Eleven GO : Galaxie en tant que Kazerma Woorg
- Naruto Shippuden dans le rôle de Shū (eps 309-310), Edo tensei Shinobi, Shinobi Union, Naka Uchiha
- Dimanche sans Dieu en tant que Hardy (eps 7-8), Questine (eps 10-12), Student
- Golden Time en tant qu'étudiant masculin
- Nagi-Asu : Une accalmie dans la mer en tant que Gaku Egawa
- Samurai Flamenco en tant qu'homme B, étudiant masculin C (ep 4)
- Stella Women's Academy, High School Division Class C³ en tant qu'ennemi C (ep 3)
- Strike the Blood en tant que Caster (ep 3), Driver (ep 2), Iron Guard (ep 7)
- Ace of Diamond: Deuxième saison en tant que Wataru Kariba, Yoshimi Hidokoro, équipe du lycée Narushima
- Petits Busters ! S'abstenir comme étudiant D (ep 8)

2014
- Le temps d'or en tant que Kazuya
- Nobunaga le fou en tant que Domrémy Village Child A (ep 15)
- World Conquest Zvezda Plot en tant que "grand frère" fumeur (ep 3), capital guard B (ep 11)
- No Game No Life as Populace
- Samurai Flamenco en tant qu'opérateur
- Haikyū !! comme Shigeru Yahaba, membre A de Kitagawa Daiichi (ep 1), joueur d'une autre école (ep 16), étudiant d'une autre école (eps 20, 23), club de volley-ball d'une autre école (ep 22)
- Aldnoah. Zéro comme Kisaki Matsuribi
- Nozaki-kun mensuel des filles en tant qu'étudiant masculin (ep 1)
- Bladedance of Elementalers comme public (ep 4)
- Naruto Shippuden dans le rôle de Shinobi de Kirigakure, villageois de Konohagakure, Konoha Anbu, élève de Kakashi, Tobirama Senju (jeune)
- A la recherche du futur perdu en tant que Yoshida
- Noragami comme étudiant D
- Psycho-Pass 2 en tant que Kyohei Otsu

2015
- Aldnoah Zero Part 2 en tant que Kisaki Matsuribi
- Naruto Shippuden en tant qu'étudiant de l'Académie (eps 418-419), ami (ep 415), Mikoshi
- JoJo's Bizarre Adventure: Stardust Crusaders en tant qu'artiste manga (ep 26); Poupée Tatsuhiko (ep 40)
- Ace of Diamond: Deuxième saison en tant que Seki Naomichi, Wataru Kariba
- Bonjour! ! Mosaïque Kin-iro comme écolier, enseignant B
- Seraph of the End en tant que vampire
- Yamada-kun et les sept sorcières en tant que Urara Fan B (ep 1)
- Son! Euphonium en tant que membre d'un groupe de concert (ep 5)
- Mon histoire d'amour!! comme trois ensembles étudiant masculin A
- Arslan Senki comme Asim (eps 1-2)
- Food Wars: Shokugeki no Soma en tant que Shōji Satō, étudiant masculin B (ep 17), étudiant masculin E (ep 3), écolier B (eps 1, 14)
- Shimoneta: Un monde ennuyeux où le concept de blagues sales n'existe pas en tant que jeune B, membre de la division Zendo-ka B, disciplinaire B, homme A, homme en tissu rassemblé, opérateur
- Knights of Sidonia: Battle for Planet Nine en tant que mécanicien (ep 10)
- To Love-Ru Darkness 2nd en tant que Pirate C
- Charlotte comme Shichino
- Rokka : Braves of the Six Flowers en tant que Soldier A (ep 3)
- Gate: Jieitai Kano Chi nite, Kaku Tatakaeri comme adolescent, Nicola, Personnel, Clerk, Saver, Roger
- The Asterisk War en tant qu'étudiant masculin B (ep 1)
- Chevalerie d'un chevalier raté en tant qu'étudiant (ep 1), agent de sécurité (ep 3)
- Mobile Suit Gundam: Iron-Blooded Orphans en tant que Mikazuki Augus

2016
- Prince of Stride: Alternative en tant que Aoi Shima, Arata Samejima
- Naruto Shippuden en tant que jeune Shisui Uchiha
- Active Raid 2nd en tant que Sosuke Torigoe, Taiga Nawa
- Mars arrive comme un lion en tant que Rei Kiriyama [3]
- La vie désastreuse de Saiki K. en tant que Kenji Tanihara
- Bungo Stray Dogs en tant que John Steinbeck [4]
- Tous dehors!! comme Shōta Adachigahara
- JoJo's Bizarre Adventure: Diamond Is Unbreakable en tant que Terunosuke Miyamoto [5]
- Luck &amp; Logic en tant que Ferio

2017
- Le voyage d'Akiba : l'animation en tant que Shōhei
- Atom : Le Commencement en tant que Kensaku Han [6]
- Chronos Ruler en tant que Bill Raidan
- Dive!! comme Jirô Hirayama [7]
- The Idolm@ster SideM en tant que Ken Yamamura
- Kabukibu ! comme Jin Ebihara
- March Comes in like a Lion 2e saison en tant que Rei Kiriyama
- Naruto Shippuden dans le rôle de Yurito
- La saga de Tanya la maléfique en tant que Johann
- Sagrada Reset en tant que Chiruchiru [8]

2018
- Hinamatsuri comme Sabu
- Doreiku comme Gekko Itabashi
- Courez avec le vent en tant que Kosuke Sakaki
- Jingai-san no Yome dans le rôle de Sora Hikurakawa [9]
- Kitsune no Koe dans le rôle de Hu Li

2019
- Moi, quand je me réincarné en Slime en tant que Gelmud
- Ultramarine Magmell comme Inyō [10]
- Over Drive Girl 1/6 en tant que Seijirō Kanmuri
- Dr Stone en tant que Asagiri Gen
- Fire Force en tant que Tōru Kishiri [11]
- Fruits Basket en tant que Ritsu Soma [12]
- Demon Slayer: Kimetsu no Yaiba en tant que Muichirō Tokitō [13]
- Cautious Hero en tant que Mash
- African Office Worker en tant que Honeyguide
- Stars Align en tant que Kazumi Miwa

2020
- number24 comme Natsusa Yuzuki [14]
- Interspecies Reviewers en tant que Narugami
- A Certain Scientific Railgun T en tant que Gunha Sogīta [15]
- Re: Zero - Commencer la vie dans un autre monde en tant que Lye Batenkaitos [16]
- King's Raid : Successeurs de la Volonté en tant que Roi [17]
- Le samouraï de gymnastique en tant que Hiro Okamachi [18]
- Wandering Witch: Le voyage d'Elaina en tant que Chara [19]
- Boruto : Naruto Next Generations en tant que Yurito

2021
- Log Horizon : Destruction de la table ronde en tant que Tōri [20]
- Dr Stone : Stone Wars en tant que Gen
- Mushoku Tensei: Réincarnation sans emploi en tant qu'Arumanfi [21]
- Tokyo Revengers en tant que Nahoya Kawata [22]
- Nexus écarlate en tant que Shiden Ritter [23]
- L'étude de cas de Vanitas en tant que Roland Fortis [24]
- Période bleue en tant que Haruka Hashida [25]

2022
- The Genius Prince's Guide to Raising a Nation Out of Debt en tant que Manfred [26]
- Chevalier squelette dans un autre monde en tant que Sekt [27]

2023
- Kubo Won't Let Me Be Invisible en tant que Junta Shiraishi
- Mon amie des ténèbres en tant que Daichi Hino

À déterminer
- Demon Slayer: Kimetsu no Yaiba – Swordsmith Village Arc en tant que Muichirō Tokitō [28]

### ONA
- Monster Strike (2015) comme Akira Kagetsuki

### OVA
- Ace of Diamond (2014) en tant que Baba

### Films d'animation
- Naruto the Movie: Blood Prison (2012) en tant que Muku (jeune)
- Puella Magi Madoka Magica the Movie: Rebellion (2013) en tant qu'étudiant masculin
- Boruto : Naruto, le film (2015) en tant que Yurui
- Jun, la voix du cœur (2015) en tant que Kazuharu Yamaji
- Batman Ninja (2018) en tant que Red Robin [29]
- Josée, le tigre et le poisson en tant que Yukichi
- Blue Thermal (2022) en tant que Kaede Hatori [30]

### Tokusatsu
- Bakuage Sentai Boonboomger : Weiwei Yalcar

### Drama CD
- Hibi Chōchō (2014) en tant qu'étudiant masculin
- Neko à Watashi no Kin'yōbi (2015) en tant que Kanade Maidō

### Jeux vidéo
- Seigneur de la sorcellerie (2012) comme Fin
- Haikyū!! Tsunage ! Itadaki pas de keshiki !! (2014) comme Shigeru Yahaba
- The Evil Within (2014) en tant que Leslie Withers
- Prince of Stride (2015) comme Aoi Shima, Arata Samejima
- Fire Emblem Fates (2015) en tant que Siegbert
- Mobile Suit Gundam: Extreme VS Force (2015) en tant que Mikazuki Augus
- Akai Suna Ochiru Tsuki (2016) comme Shiro Ebisu
- Mobile Suit Gundam: Extreme VS Maxi Boost ON (2016) en tant que Mikazuki Augus
- Onmyōji (2016) comme Shishio
- Akane-sasu Sekai de Kimi à Utau (2017) comme Fujiwara no Michinaga
- Fire Emblem Heroes (2017) comme Siegbert et Cyril
- Touken Ranbu (2018) comme Nansen Ichimonji
- Onmyōji Arena (2018) en tant que Shishio
- Fate / Grand Order (2019) en tant que Scandinavia Peperoncino
- Fire Emblem: Three Houses (2019) en tant que Cyril
- Another Eden (2019) en tant que Dunarith
- Hero's Park (2019) en tant que Kino Yuuki
- Sengoku Night Blood en tant que Takakage Kobayakawa
- La ville de sept jours pour toujours comme Izakku
- Arknights (2020) comme Adnachiel et Noir Corne
- Le roi des combattants pour filles (2020) en tant que Sie Kensou [31]
- A Certain Magical Index : Imaginary Fest (2021) en tant que Gunha Sogīta [32]
- King's Raid en tant que Roi
- Nioh 2 comme Abe no Seimei
- Forever 7th Capital en tant que Isaac
- SD Gundam Battle Alliance (2022) en tant que Mikazuki Augus [33]
- Ride Kamens (2024) en tant que Narushi Kamui / Kamen Rider Kamui [34]